# 外送
主要是指飲食业提供的配送餐食到指定地点的服務，常見的外送食品有比萨饼、快餐、便當、飲料等。顾客通常通过电话、供应商的网站或移动应用程序，或通过第三方食品订购服务来下单。送达的物品可能包括主菜、小吃、饮料、甜点或杂货商品，通常用盒子或袋子包装。配送员通常会驾驶汽车，但在大城市中，由于住宅和餐馆相距较近，他们可能会使用自行车或电动滑板车。

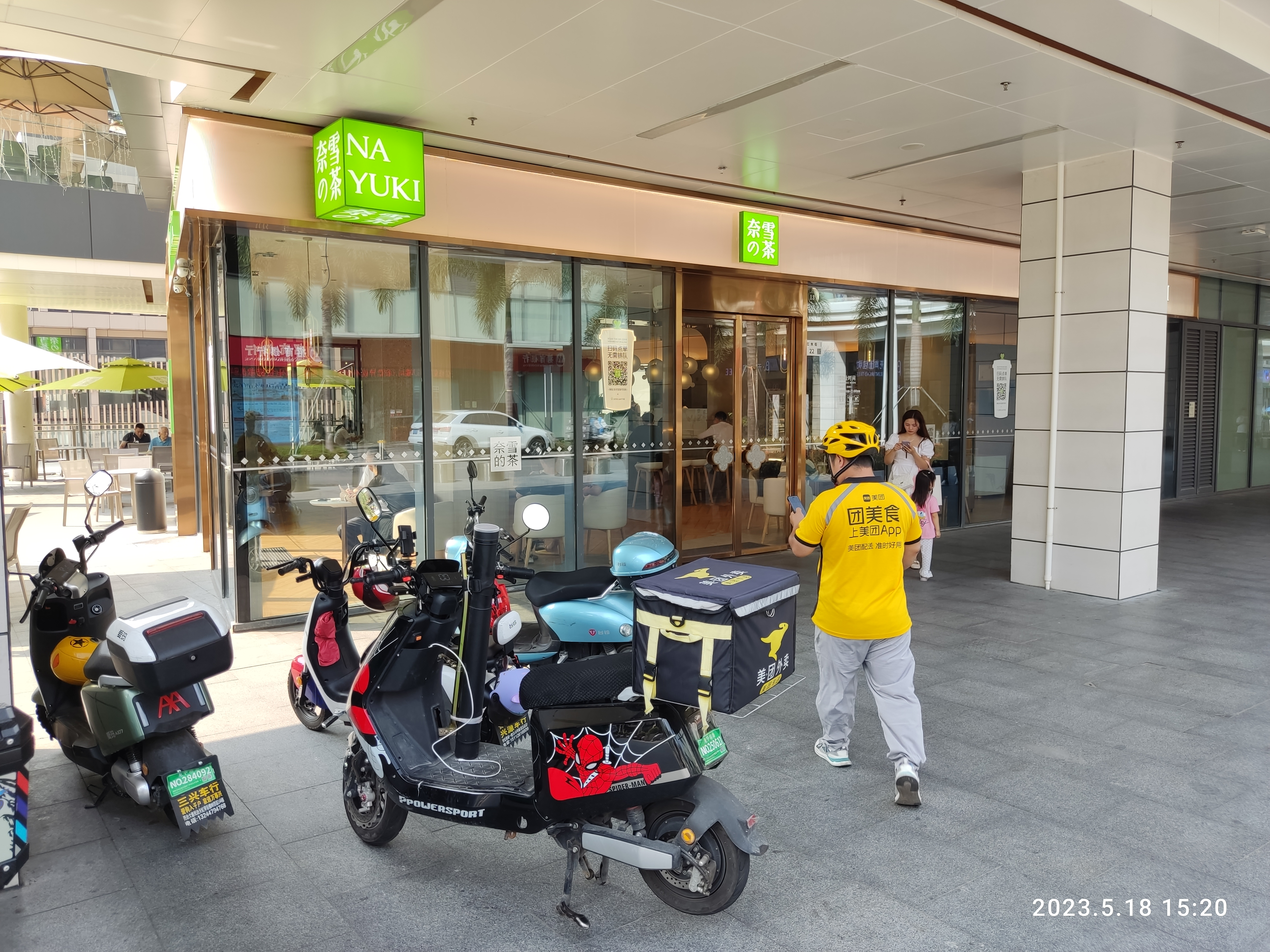
一名美团外卖员准备去奈雪的茶取餐。除了递送食物，外卖服务还包括饮料、药品等。

不过，自从约2020年，在饿了么、美团外卖等平台，外送不仅仅是送餐，而是可以“买菜、送花、买药、跑腿⋯⋯”，即成为了比速递（所需约1天或更长）更快的速递（所需约30分钟或更长）。

## 历史

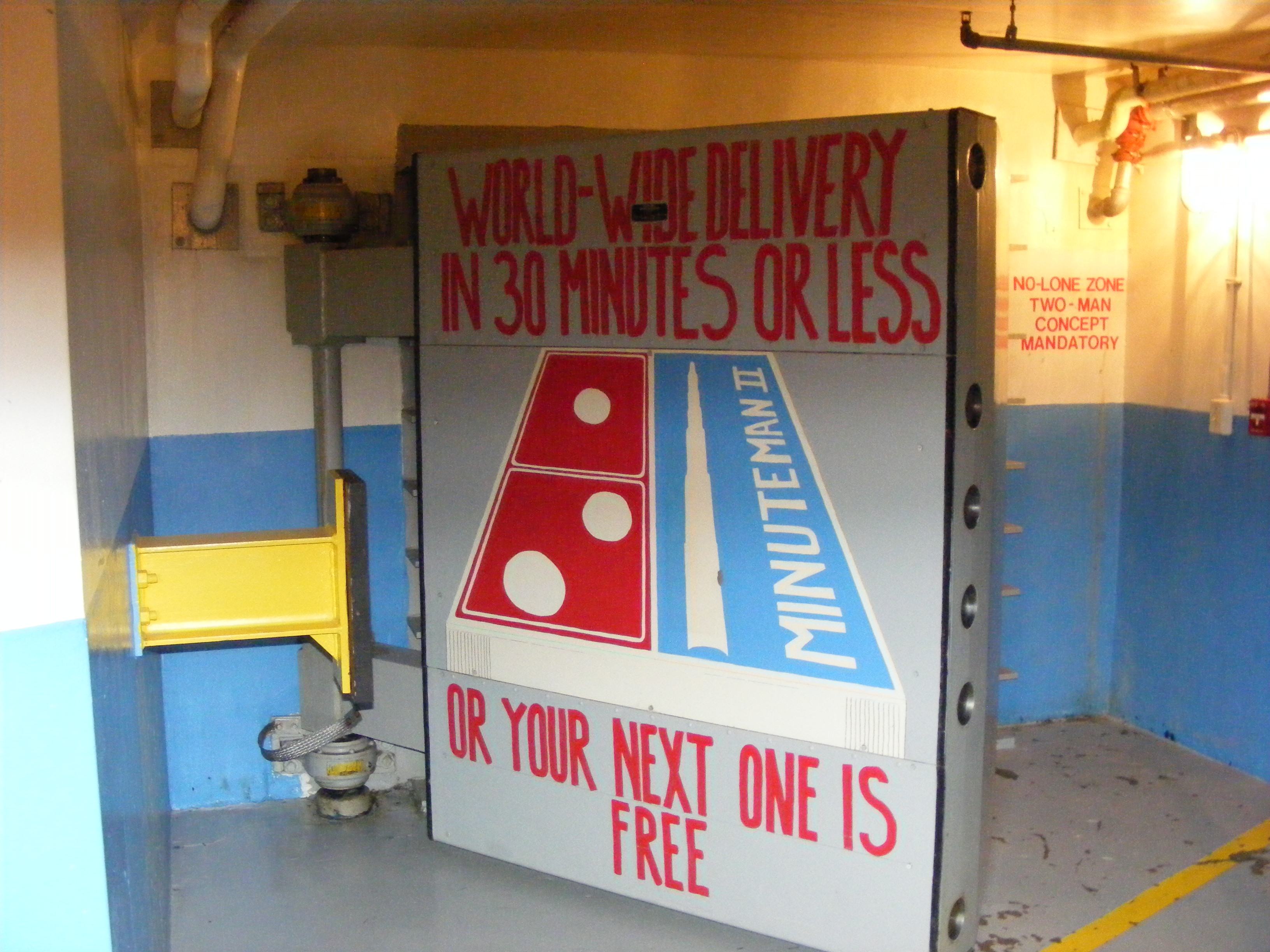
以達美樂為标志的外送文化，拍攝於美國民兵导弹国家历史遗址的入口。

最早的食品配送服务记录于1768年的朝鲜王朝，递送的产品为朝鲜冷面。到了19世纪，还有为兩班（贵族阶层）提供的解酲汤（Haejang-guk）配送服务。1906年，食品配送和餐饮服务的广告也开始出现在报纸上。
1962年，爱丁堡的一家炸鱼薯条店开始用汽车在爱丁堡都市区内送餐，包括鱼晚餐、鸡肉和汉堡包。食物被放在不锈钢保温罐中以保持温度。

## 交易型態
曾经大部分外送都是透過電話訂購，客戶待物品送達後直接支付現金。在互联网普及後，正有越來越多的商家提供网络购物方式，乃至网上订餐专享優惠。
零售的便當、飲料業者通常並不收取外送服務費，或者要求達一定數量始可外送。而披薩、速食店之類的連鎖業者則多為規定消費若未達一定金額，將加收外送費用。
另有外送平台，如Foodpanda、Uber Eats，提供網路訂餐。
在台灣，2019年雙十國慶連假期間，接連發生兩起外送員車禍身亡事件，引發社會關注。外送平台認定其與外送員只是承攬，而非雇傭關係，因此外送員沒有勞保，也無法領到職業災害給付。勞動部火速處理，公布勞檢結果，認定業者為「假承攬、真雇傭」，須替外送員加保，且限期給予職災補償。
2019年起，Foodpanda、Uber Eats、户户送陸續提供雜貨與生鮮購物服務，在手機軟體訂購商品即可如同食物外送服務一樣的網路購物體驗，也因速度僅需花20分鐘等待即可收到的效率，遠快於傳統網路購物等待6-8小時配送的倉對客宅配服務，目前已與量販店、百貨公司與商場合作。

## 批评
2022年5月，位于阿拉伯联合酋长国迪拜的两家海湾合作委员会最大的食品配送服务提供商Deliveroo和Talabat的工人举行了大规模罢工。他们通过这一国家罕见的工业行动，要求获得更好的薪酬和工作条件。在第一次罢工中，Deliveroo的工人要求雇主提供更高的薪资；而在第二次罢工中，外籍工人通过拒绝在酋长国内配送，迫使Talabat暂停削减薪资的计划。海湾君主制禁止成立独立工会、此类工业行动以及公开抗议。据报道，Talabat在阿联酋的司机每月收入为3500迪拉姆（953美元），但未提及涉及的工作小时数；而Deliveroo的司机则按每次配送赚取2.79美元。扣除汽油费后，Talabat的司机抱怨，他们每月的总收入仅为2500迪拉姆，这是在每周工作七天、每天大约12到14小时的情况下。司机们警告说，如果他们的要求不被满足，抗议活动将继续。阿联酋当局对此未能立即作出回应。人权组织批评迪拜和其他海湾国家通过向移民工人支付低工资，犯下了劳工虐待的行为。